# 北迪亚曼蒂
北迪亚曼蒂是巴西巴拉那州的一个市镇。总面积242.894平方公里，总人口5713人，人口密度23.5人/平方公里。